# Philothermus puberulus
Philothermus puberulus är en skalbaggsart som beskrevs av Schwarz 1878. Philothermus puberulus ingår i släktet Philothermus och familjen gångbaggar. Inga underarter finns listade i Catalogue of Life.